# Tour des aéroports
Le Tour des aéroports est une course cycliste par étapes organisée de 1997 à 2010 et depuis 2017 en Tunisie.
Organisée par l'Office de l'aviation civile et des aéroports et la Fédération tunisienne de cyclisme, en collaboration avec le Rassemblement constitutionnel démocratique,, la course devient internationale en 1998. Elle n'a pas eu lieu en 2004 et 2005. Entre 2006 et 2007, l'épreuve fait partie de l'UCI Africa Tour en catégorie 2.2. Elle n'est pas disputée entre 2011 et 2016.

## Palmarès
| Année     | Vainqueur            | Deuxième              | Troisième           |
| --------- | -------------------- | --------------------- | ------------------- |
| 1997      | Lemjed Belkadhi      | Pays inconnu          | Pays inconnu        |
| 1998      | Omar Slimane Zitoune | Pays inconnu          | Pays inconnu        |
| 1999      | Sayed Mohammed       | Pays inconnu          | Pays inconnu        |
| 2000      | Yvonnick Bolgiani    | Pays inconnu          | Pays inconnu        |
| 2001      | Jean-Charles Fabien  | Pays inconnu          | Pays inconnu        |
| 2002      | Jérôme Bouchet       | Pays inconnu          | Pays inconnu        |
| 2003      | Aurélien Passeron    | Pays inconnu          | Pays inconnu        |
| 2004-2005 | ?                    | ?                     | ?                   |
| 2006      | Hassen Ben Nasser    | Olivier Lefrancois    | Benjamin Cantournet |
| 2007      | Ahmed Mohammed Ali   | Abdelkader Belmokhtar | Redouane Chabaane   |
| 2008      | Cherif Merabet       | Pays inconnu          | Pays inconnu        |
| 2009      | Abdelati Saadoune    | Ahmed Mraihi          | Adil Jelloul        |
| 2010      | Adil Jelloul         | Pays inconnu          | Pays inconnu        |
| 2011-2016 | Non disputé          | Non disputé           | Non disputé         |
| 2017      | Matthias Legley      | Hassen Ben Nasser     | Abdelraouf Bengayou |
| 2018,     | Hamza Mansouri       | Youcef Reguigui       | Vincent Louiche     |
| 2019      | Yacine Hamza         | Ismail Lallouchi      | Abdellah Ben Youcef |